# Ski Leraar Bruin Money Gang
De Ski Leraar Bruin Money Gang, ook geschreven als Skileraar Bruin Money Gang, SLBMG of $LBMG, was een hiphopformatie van SpaceKees, Faberyayo en Sef. Op Ski or Die, de enige uitgebrachte mixtape, werkten ze samen met diverse andere Nederlandse hiphopartiesten, waaronder Sjaak, Vic Crezee, en Mr. Polska. De mixtape werd geproduceerd door Felix Laman en was lange tijd gratis te downloaden op de website van de SLBMG.
De muziek is sterk beïnvloed door bekende hiphop-nummers, en de teksten gaan vaak over wintersport, en Veuve Clicquot.

## Discografie

### Ski or Die
De groep bracht in 2011 Ski or Die uit, het enige album dat door de groep werd uitgebracht.
| Nr. | Titel                                   | Lengte | Gastartiest(en)                    |
| --- | --------------------------------------- | ------ | ---------------------------------- |
| 1   | SLBMG Intro                             | 2:12   |                                    |
| 2   | Brandend Sneeuw                         | 3:55   | prod. Yung Felix                   |
| 3   | Ski Leraar Bruin I                      | 4:16   |                                    |
| 4   | Je Gaat Slecht                          | 2:20   | prod. Reverse                      |
| 5   | Zet Je Skibril (Swarovski Leraar Bruin) | 4:38   | prod. Yung Felix, ft. Vespa Virgil |
| 6   | Ski Leraar Bruin II                     | 3:54   | prod. Yung Felix                   |
| 7   | Leer Om Te Skien                        | 3:41   | prod. FS Green, ft. Sjaak          |
| 8   | Money                                   | 3:48   | prod. Snelle Jelle                 |
| 9   | White Boy Wasted                        | 4:31   | prod. Yung Felix, ft. Vic Crezee   |
| 10  | Fysio                                   | 4:21   |                                    |
| 11  | CSI Damsko                              | 3:12   | prod. Soulsearchin’                |
| 12  | Wauwzers                                | 4:23   | ft. Vic Crezee & Mr. Polska        |
| 13  | Skie Up Hoes Down                       | 3:59   |                                    |
| 14  | Jagerfeestje                            | 4:29   | prod. SirOJ                        |
| 15  | Ski Leraar Bruin III                    | 5:27   |                                    |